# Lilić
Lilić je naseljeno mjesto u sastavu općine Srbac, Republika Srpska, BiH.

## Stanovništvo
| Lilić              |              |
| Godina popisa      | 1991.        |
| Srbi               | 312 (99,05%) |
| Hrvati             | 0            |
| Muslimani          | 0            |
| Jugoslaveni        | 3 (0,95%)    |
| ostali i nepoznato | 0            |
| ukupno             | 315          |